# Ylempi Joukkasjärvi
Ylempi Joukkasjärvi är en sjö i kommunen Enare i landskapet Lappland i Finland. Arean är 43 hektar och strandlinjen är 2,93 kilometer lång. Sjön  ingår i Neidenälvens huvudavrinningsområde.   Den ligger omkring 340 kilometer norr om Rovaniemi och omkring 1000 kilometer norr om Helsingfors. 